# Mercury (Nevada)
Mercury is een gesloten stad in Nye County, Nevada, Verenigde Staten. Het plaatsje ligt 105 km verwijderd van Las Vegas. Mercury ligt binnen de niet toegankelijke Nevada National Security Site.